# Straat Soenda
De Straat (van) Soenda (Indonesisch en Soendanees: Selat Sunda) is een zeestraat tussen de Indonesische eilanden Java en Sumatra. De straat vormt een verbinding tussen de Javazee en de Indische Oceaan. 
In het midden van Straat Soenda ligt het vulkanische eiland Krakatau; meer naar het noordoosten, op het smallere gedeelte van de straat ligt het eiland Sangiang. Sangiang werd in het koloniale tijdperk ook wel 'Dwars in den Weg' genoemd. De zuidpunt van Sumatra werd Varkenshoek genoemd.
Jan Huygen van Linschoten propageerde in 1595 niet door Straat Malakka te varen, maar door de Straat Soenda om de Portugezen te ontlopen. Dat inzicht had winstgevende gevolgen in de beginjaren van de VOC.
In de nacht van 28 februari op 1 maart 1942 stuitten de Australische lichte kruiser HMAS Perth en de Amerikaanse zware kruiser USS Houston in Straat Soenda op een groot vlootonderdeel van de Japanse Keizerlijke Marine. De twee eenheden gingen de strijd aan. De slag in de Straat van Soenda duurde meerdere uren waarbij de twee geallieerde schepen en vijf Japanse schepen, waarvan drie door eigen vuur, ten onder gingen.
In de jaren zestig werden plannen bekendgemaakt voor een brug over de straat, maar deze is nooit gebouwd. In oktober 2007 werd een nieuw plan gelanceerd waarbij het 30 kilometer lange traject loopt over een aantal eilanden en voor de scheepvaart zou een deel 70 meter boven de zeespiegel uitkomen. De bouw zou beginnen in 2014 mits de financiering van dit miljarden dollar kostende project geregeld zou zijn. In 2012 werd een contract gesloten met de China Railway Construction Corporation met een waarde van US$ 11 miljard voor de bouw van een brug met een weg en spoorlijn. In november 2014 heeft president Joko Widodo dit plan voor onbekende tijd uitgesteld. Er zijn volgens hem goedkopere alternatieven om de verbinding tussen de twee eilanden te verbeteren.

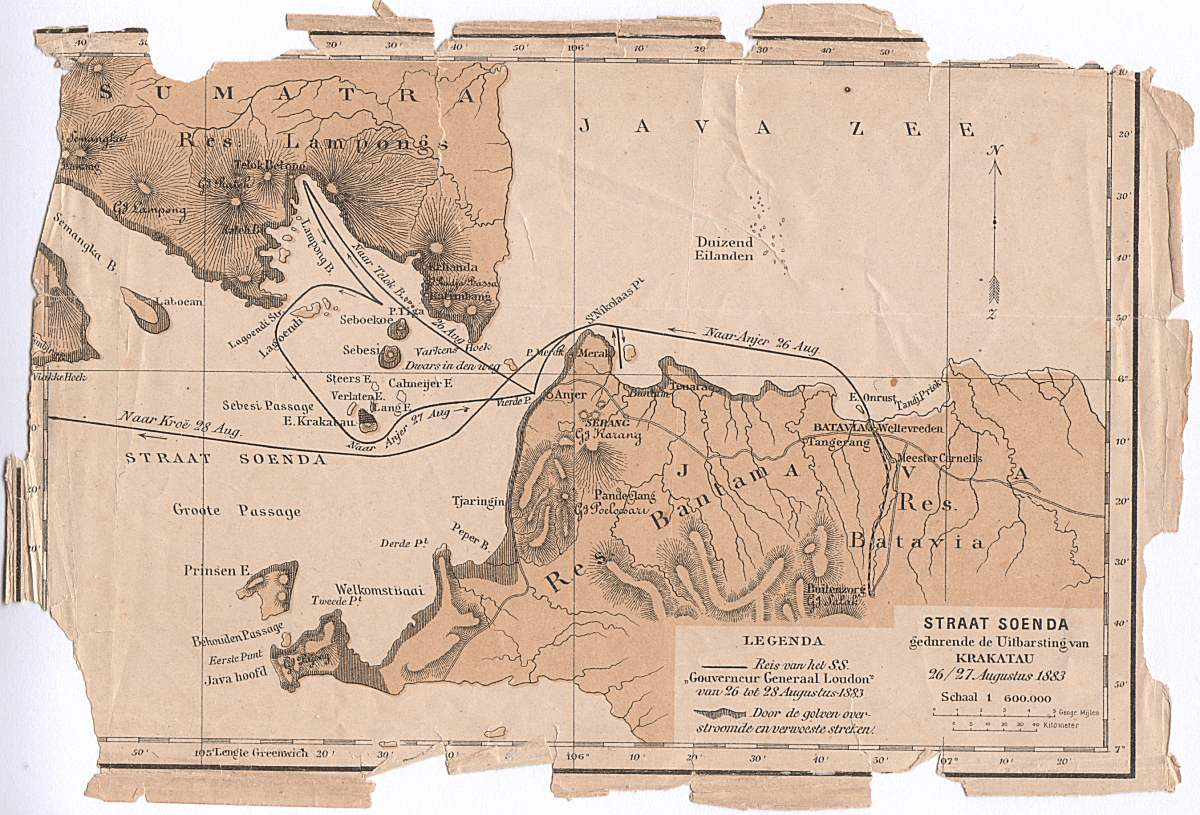
Oude kaart met ligging Straat Soenda (ca. 1883)
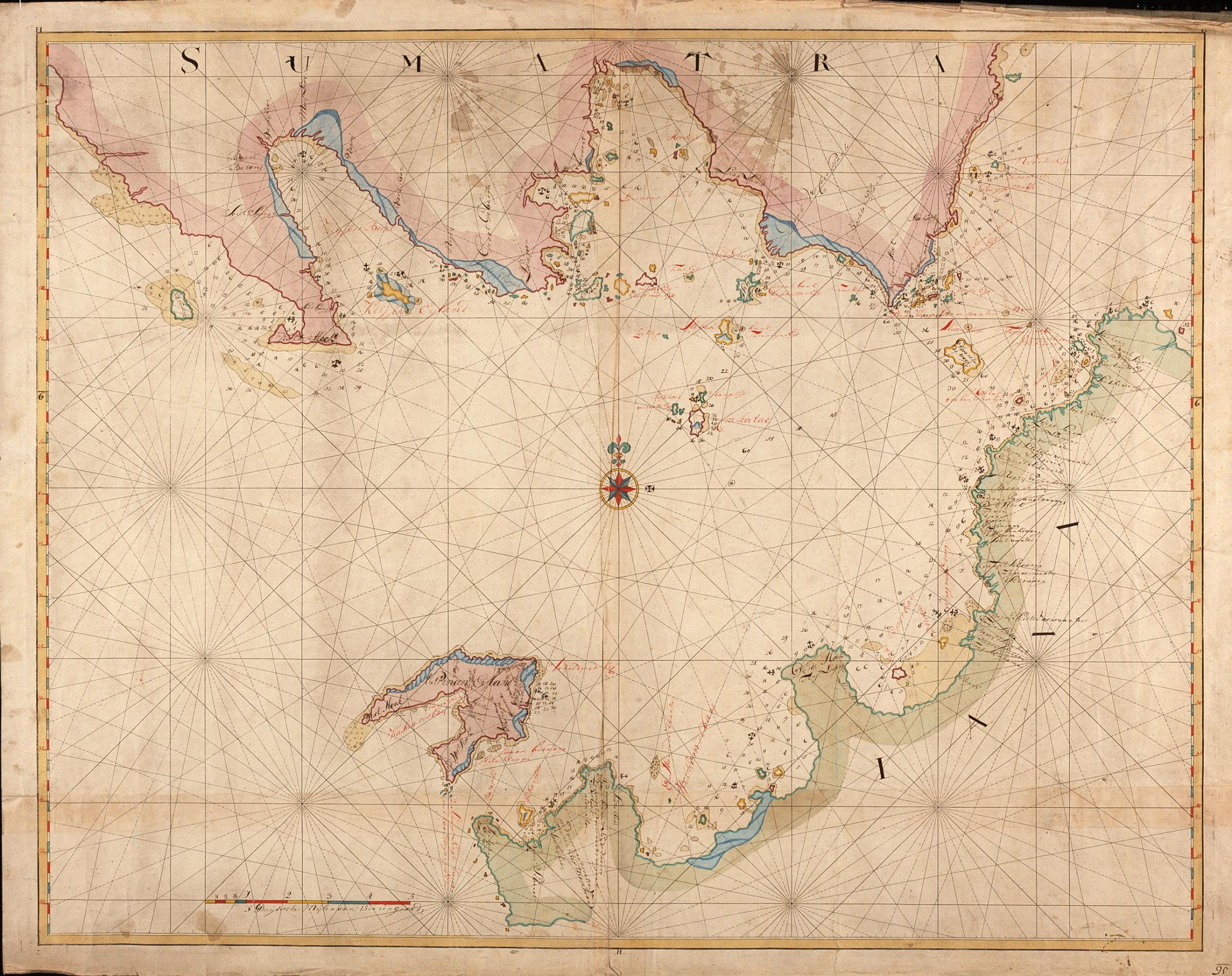
Straat Soenda (ca. 1750-1800)
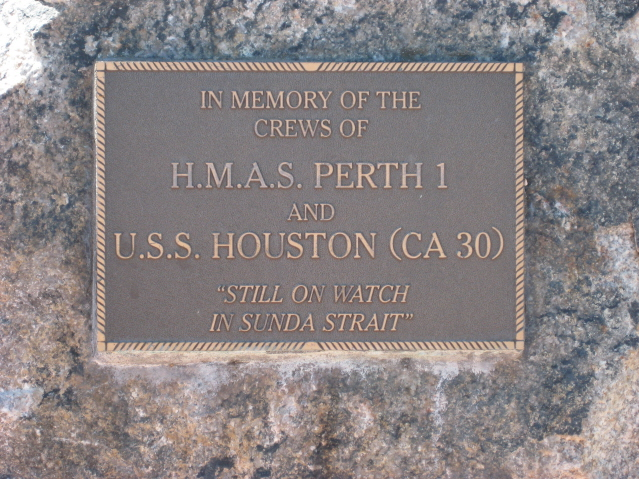
Naamplaat ter herinnering aan de manschappen der Perth I en Houston, die sneuvelden tijdens de slag in de Straat van Soenda